# Рябчиков, Александр Максимович
Александр Максимович Рябчиков (1918, Москва — 1996, Москва) — советский физико-географ, крупный специалист по природно-антропогенным ландшафтам, декан географического факультета МГУ имени М. В. Ломоносова (1955—1966 и 1970—1980). Лауреат Государственной премии СССР (1973). Доктор географических наук, профессор.

## Биография
Родился в Москве, в семье служащих. Учился в деревенской школе неподалёку от Вязьмы. В 1937 году поступил в Ленинградский университет. Летом 1941 года находился на полевой практике в Саянах, из-за блокады Ленинграда образование завершил в 1942 году в Иркутске.
После окончания университета работал в Комиссии аэрофотосъемки АН СССР под руководством А. Е. Ферсмана, занимался военно-географическими задачами. Осенью 1943 года был призван в армию, проходил курсы английского языка при Военном институте иностранных языков. С 1945 по 1951 год служил в штабе Туркестанского военного округа в Ташкенте.
В 1948 году защитил кандидатскую диссертацию по физической географии Индии. В 1951—1954 годах работал на географическом факультете Среднеазиатского государственного университета. С 1954 года — сотрудник географического факультета МГУ, с 1955 года — доцент.
С 1955 по 1990 годы — заведующий кафедрой физической географии зарубежных стран, профессор с 1961 года.
В 1955—1966 и 1970—1980 годах — декан географического факультета МГУ имени М. В. Ломоносова. За это время факультет сильно увеличился, ставя крупнейшим в стране коллективом географов. Факультет стал выполнять множество прикладных работ по качественной оценке земель, сельскохозяйственному районированию, изучению зон реализаций крупных проектов развития (БАМ, КМА, Нечерноземье и т. п.). Были организованы крупнейшие комплексные многолетние экспедиции (Центрально-Чернозёмная, Прикаспийская, Восточная и др.), в структуре факультета созданы проблемные научные лаборатории.
Основные научные заслуги А. М. Рябчикова связаны с изучением антропогенного влияния на природную среду. В 1973 году награждён Государственной премией СССР в коллективе авторов «За создание Национального атласа Кубы».

## Труды
- А.М. Рябчиков. Природа Индии. — М.: Географгиз, 1950.
- А.М. Рябчиков. Структура и динамика геосферы, ее естественное развитие и изменение человеком. — М.: Мысль, 1972. (переведена на английский, испанский и венгерский языки)
- А.М. Рябчиков, Е.В. Миланова. Географические аспекты охраны природы. — М.: Мысль, 1979.
- Природа Индии / А.М. Рябчиков и др.. — М.: Высшая школа, 1988.